# Carlos Cantú Rosas
Carlos Enrique Cantú Rosas (Nuevo Laredo, Tamaulipas, 12 de noviembre de 1940-Monterrey, Nuevo León, 6 de abril de 2010) fue un político mexicano, miembro del extinto Partido Auténtico de la Revolución Mexicana (PARM). Fue líder nacional de su partido, diputado federal y presidente municipal de Nuevo Laredo.

## Biografía

### Estudios y liderazgo político
Fue abogado de profesión y ejerció durante gran parte de su vida como agente aduanal, además de haber presidido la Barra de Abogados de Nuevo Laredo y fungido como vicepresidente de la Asociación de Agentes Aduanales de Nuevo Laredo.
Miembro del PARM, un partido político fundado por antiguos generales de la Revolución Mexicana como Jacinto B. Treviño y Juan Barragán Rodríguez y que era considerado como un «partido paraestatal», es decir, creado y dominado por el gobierno para simular una competencia electoral con el Partido Revolucionario Institucional (PRI), pero que en realidad legitimaba el completo dominio político de este. En consecuencia, el PARM recibía algunos puestos de elección popular a lo largo del país, pero en ocasiones en que un verdadero conflicto ponía en duda la preeminencia del PRI, la dirigencia nacional del PARM terminaba cediendo en negociaciones aquellos cargos que el partido oficial no podía perder.
Cantú Rosas fue uno de los primeros líderes de su partido que en oposición a los dictados de su dirigencia nacional, compitió abiertamente con el PRI por los puestos de elección popular, y defendió sus triunfos cuando éstos ocurrieron. Así, en 1973 logró su victoria como diputado federal por el Distrito 1 de Tamaulipas a la XLIX Legislatura de ese año a 1976, siendo uno de los únicos cinco diputados de mayoría no priístas en dicha legislatura.

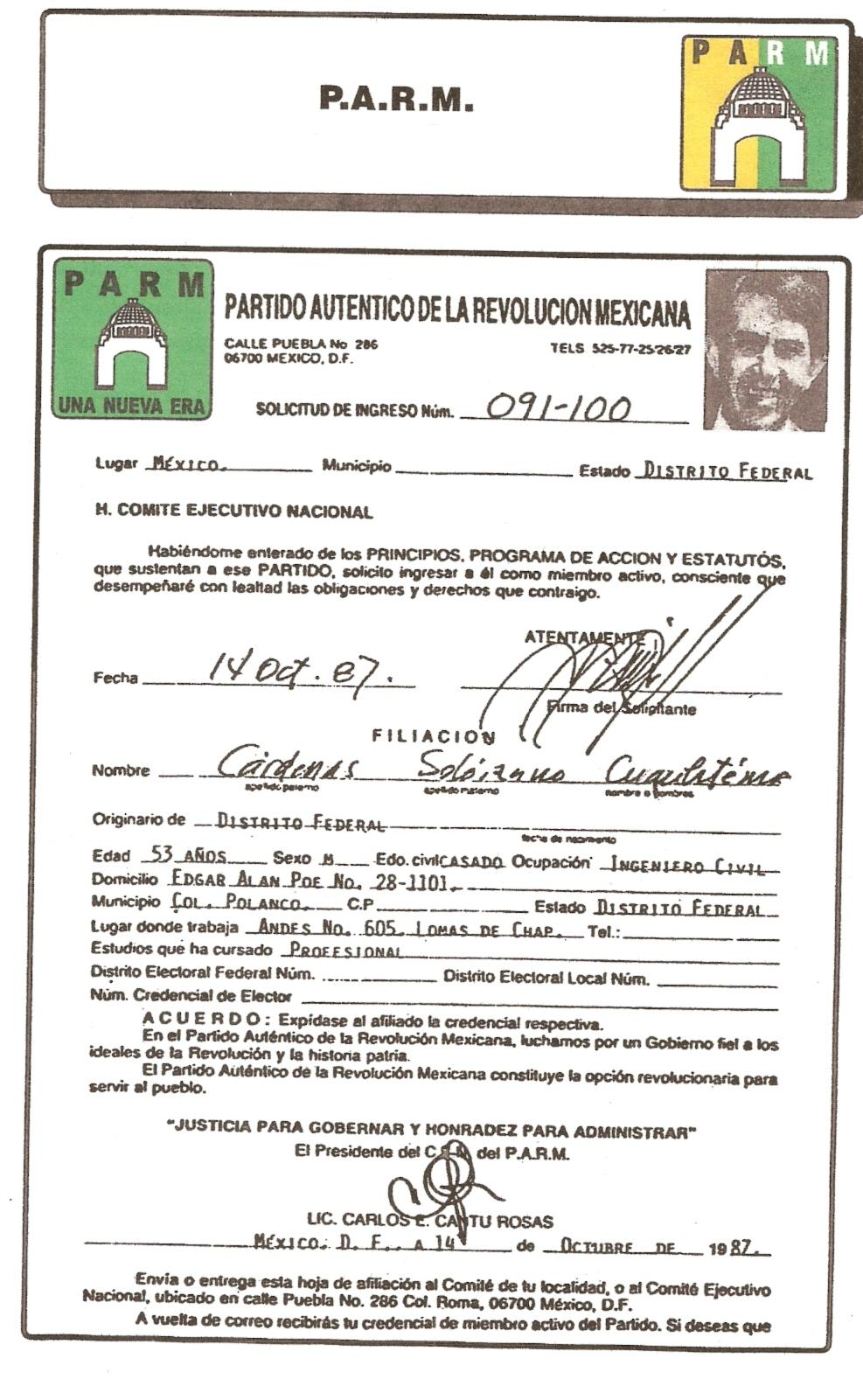
Afiliación de Cuauhtémoc Cárdenas al PARM el 14 de octubre de 1987, firmada por Carlos Cantú Rosas.

Antes de terminar su diputación, fue postulado y elegido presidente municipal de Nuevo Laredo, siendo el primer alcalde de oposición en la historia moderna de Tamaulipas y gobernando en el trienio de este año a 1977. El liderazgo de Cantú Rosas y el PARM en el norte de Tamaulipas, promovió otros triunfos en municipios de la región, destacando los de Jorge Cárdenas González en el municipio de Matamoros.

### Presidente nacional del PARM
Impulsado por dichos triunfos y postulando su política de competencia política real para el PARM, fue elegido líder nacional del partido en 1983. Sus postulados para el PARM se resumieron en el lema «Una nueva era», que llegó a plasmar en el emblema del partido. La mejor oportunidad de aplicar dicha política se dio en 1987, cuando él mismo ofrece la candidatura presidencial del PARM para las elecciones de 1988 a Cuauhtémoc Cárdenas Solórzano, en ese momento miembro del PRI que buscaba, junto con la denominada Corriente Democrática de su partido, la democratización de la elección del candidato presidencial. Ante la negativa del PRI a modificar su método de postulación, Cárdenas se afilió al PARM y fue postulado candidato presidencial del mismo el 14 de octubre de 1987.
Cantú Rosas, se desempeñó como diputado federales por la vía de la representación proporcional en dos ocasiones más: a la L Legislatura de 1979 a 1982 y a la LV Legislatura de 1991 a 1994. En 1993 dejó la presidencia nacional del PARM.
En 1993 enfrentó la oposición de varios grupos internos, que lo acusaron de malversación de fondos, por lo que se vio obligado a dejar la dirigencia nacional del partido el 16 de julio de 1993, y el 25 de noviembre siguiente fue formalmente expulsado del partido.
Tras ello, se dedicó a sus actividades profesionales como agente aduanal, hasta su fallecimiento a causa de cáncer el 6 de abril de 2010 en la ciudad de Monterrey, Nuevo León. Sus hijos, Carlos Canturosas Villareal y Carmen Lilia Canturosas Villareal, también han realizado carrera política en Nuevo Laredo, primero como miembros del Partido Acción Nacional (PAN) y luego del Movimiento Regeneración Nacional (Morena).